# Aleh Pralaskouski
Aleh Witoldawicz Pralaskouski (biał. Алег Вітольдавіч Праляскоўскі, ros. Олег Витольдович Пролесковский, Oleg Witoldowicz Proleskowski, ur. 1 października 1963 w Zagorsku k. Moskwy) – białoruski wojskowy i urzędnik państwowy, zastępca Szefa Administracji Prezydenta Republiki Białorusi (2003–2007), szef Głównego Zarządu Ideologiczne w Administracji Prezydenta (2007–2008), dyrektor Centrum Informacyjno-Analitycznego przy Administracji Prezydenta (2008–2009), minister informacji (od 2009).

## Życiorys
W 1985 ukończył studia w Mińskiej Wyższej Inżynierskiej Szkole Oficerskiej Wojsk Rakietowych, a w 1998 studia prawnicze na Białoruskim Uniwersytecie Państwowym.
Służył w Grupie Wojsk Radzieckich w Niemczech. Od 1990 pracował na różnych stanowiskach w Wyższej Inżynierskiej Szkole Oficerskiej Wojsk Rakietowych, Akademii Wojskowej Republiki Białorusi, Służbie Bezpieczeństwa Prezydenta (1997–2002) oraz jako dyrektor generalny przedsiębiorstwa Białoruska Agencja Telegraficzna (2002–2003).
25 marca 2003 otrzymał nominację na stanowisko zastępcy Szefa Administracji Prezydenta, a 9 stycznia 2007 został powołany na funkcję doradcy Prezydenta i szefa Głównego Zarządu Ideologicznego. Po roku sprawowania tej funkcji został odwołany i jednocześnie powołany na dyrektora Centrum Informacyjno-Analitycznego przy Administracji Prezydenta.
Od 4 grudnia 2009 pełni funkcję ministra informacji.